# Nenad Brnović
Nenad Brnović (in serbo Ненад Брновић?; Podgorica, 18 gennaio 1980) è un allenatore di calcio ed ex calciatore montenegrino, di ruolo centrocampista.

## Palmarès

### Club

#### Competizioni nazionali
- Campionato serbomontenegrino: 1

Partizan: 2004-2005
- Coppa di Serbia: 1

Partizan: 2007-2008
- Campionato serbo: 1

Partizan: 2007-2008